# Otto Edelmann
Pour les articles homonymes, voir Edelmann.
Otto Edelmann (né le 5 février 1917 à Brunn am Gebirge, Basse-Autriche - mort le 14 mai 2003 à Vienne) était un baryton-basse autrichien.
Il fut une grande vedette du chant dans les années 1950, où il fut dirigé à plusieurs reprises par Wilhelm Furtwängler et Herbert von Karajan et parut fréquemment aux festivals de Salzbourg et Bayreuth dans des rôles de baryton (Don Pizarro), de baryton-basse (Hans Sachs) et de basse pure (Baron Ochs). Sa voix, sonore mais un peu sèche, pas toujours assurée du point de vue de l'accentuation, s'accompagnait d'un indéniable talent d'acteur.

## Discographie sélective
- Avec Furtwängler : Fidelio (1953), Don Giovanni (1953), Der Freischütz (1954), Symphonie no 9 de Beethoven (1951)
- Avec Karajan : Les Maîtres Chanteurs de Nuremberg (1951), Le Chevalier à la rose (1954 et 1961)